# AMD Radeon serie Rx 400
La serie Radeon Rx 400 (nome in codice: "Polaris") è una serie di schede video create dalla società AMD.
La Serie 400 è il successore della serie Radeon Rx 300. La serie Radeon RX 500 a sua volta sostituisce la serie 400 come loro successore.

## Prodotti

### Denominazione
In questa serie vi sono due tipi di schede, le RX 400 e le 400, che differiscono per potenza, infatti le RX 400 hanno almeno 1.5 TFLOPS di potenza di elaborazione e almeno 100 GB/s di bandwidth di memoria.

### Desktop
| Modello           | Rilascio   | Nome in Codice | Architettura e Fabbricazione | Transistors(miliardi) | Dimensione Die (mm²) | Configurazione Core | Clock (Mhz) | Clock (Mhz) | Memoria | Memoria | Memoria          | Memoria         | Fillrate     | Fillrate       | Potenza di Elaborazione (GFLOPS) | Potenza di Elaborazione (GFLOPS) | TDP (Watt) | Prezzo (USD) |
| Modello           | Rilascio   | Nome in Codice | Architettura e Fabbricazione | Transistors(miliardi) | Dimensione Die (mm²) | Configurazione Core | Base        | Boost       | GB      | Tipo    | Bandwidth (GB/s) | Velocità (GBPS) | Pixel (GP/s) | Texture (GT/s) | Precisione Singola               | Precisione Doppia                | TDP (Watt) | Prezzo (USD) |
| ----------------- | ---------- | -------------- | ---------------------------- | --------------------- | -------------------- | ------------------- | ----------- | ----------- | ------- | ------- | ---------------- | --------------- | ------------ | -------------- | -------------------------------- | -------------------------------- | ---------- | ------------ |
| Radeon R5 430 OEM | 30/06/2016 | Olanda         | GCN 1,0 TSMC 28nm            | 0.95                  | 77                   | 384:24:8:6          | 730         | 780         | 2       | GDDR5   | 36.8             | 4.6             | 6.2          | 18.7           | 599                              | 37.4                             | 50         | N.D.         |
| Radeon R5 435 OEM | 30/06/2016 | Hainan         | GCN 1,0 TSMC 28nm            | 0.69                  | 56                   | 320:20:8:5          | 1030        | 1030        | 2       | DDR3    | 16.0             | 2.0             | 8.2          | 20.6           | 659                              | 41.2                             | 50         | N.D.         |
| Radeon R7 430 OEM | 30/06/2016 | Olanda         | GCN 1,0 TSMC 28nm            | 0.95                  | 77                   | 384:24:8:6          | 730         | 780         | 2       | DDR3    | 28.8             | 1.8             | 6.2          | 18.7           | 599                              | 37.4                             | 50         | N.D.         |
| Radeon R7 435 OEM | 30/06/2016 | Olanda         | GCN 1,0 TSMC 28nm            | 0.95                  | 77                   | 320:20:8:5          | 920         | 920         | 2       | DDR3    | 16.0             | 2.0             | 7.3          | 18.4           | 588                              | 36.8                             | 50         | N.D.         |
| Radeon R7 450 OEM | 30/06/2016 | Capo Verde     | GCN 1,0 TSMC 28nm            | 1.50                  | 123                  | 512:32:16:8         | 925         | 925         | 2       | GDDR5   | 72.0             | 4.5             | 14.8         | 29.6           | 947                              | 59.2                             | 65         | N.D.         |
| Radeon RX 455 OEM | 30/06/2016 | Tobago         | GCN 2.0 TSMC 28nm            | 2.08                  | 160                  | 768:48:16:12        | 1050        | 1050        | 2       | GDDR5   | 104.0            | 6.5             | 16.8         | 50.4           | 1613                             | 100.8                            | 100        | N.D.         |
| Radeon RX 460     | 08/08/2016 | Baffin         | GCN 4.0 GlobalFoundries 14nm | 3.00                  | 123                  | 896:56:16:14        | 1090        | 1200        | 2       | GDDR5   | 112.0            | 7.0             | 19.2         | 67.2           | 2150                             | 134.4                            | 75         | N.D.         |
| Radeon RX 470     | 04/08/2016 | Ellesmere      | GCN 4.0 GlobalFoundries 14nm | 5.70                  | 232                  | 2048:128:32:32      | 926         | 1206        | 4       | GDDR5   | 211.2            | 6.6             | 38.5         | 154.4          | 4940                             | 308.7                            | 120        | 179          |
| Radeon RX 480     | 29/06/2016 | Ellesmere      | GCN 4.0 GlobalFoundries 14nm | 5.70                  | 232                  | 2304:144:32:26      | 1120        | 1266        | 8       | GDDR5   | 256.0            | 8.0             | 40.5         | 182.3          | 5834                             | 364.6                            | 150        | 229          |

### Mobile
| Modello         | Rilascio   | Nome in Codice | Architettura e Fabbricazione | Transistors (miliardi) | Dimensione Die (mm²) | Configurazione Core | Clock (Mhz) | Clock (Mhz) | Memoria | Memoria | Memoria          | Memoria         | Fillrate     | Fillrate       | Potenza di Elaborazione (GFLOPS) | Potenza di Elaborazione (GFLOPS) |
| Modello         | Rilascio   | Nome in Codice | Architettura e Fabbricazione | Transistors (miliardi) | Dimensione Die (mm²) | Configurazione Core | Base        | Boost       | GB      | Tipo    | Bandwidth (GB/s) | Velocità (GBPS) | Pixel (GP/s) | Texture (GT/s) | Precisione Singola               | Precisione Doppia                |
| --------------- | ---------- | -------------- | ---------------------------- | ---------------------- | -------------------- | ------------------- | ----------- | ----------- | ------- | ------- | ---------------- | --------------- | ------------ | -------------- | -------------------------------- | -------------------------------- |
| Radeon R5 M420  | 15/05/2016 | Jet            | GCN 1.0 TSMC 28nm            | 0.69                   | 56                   | 320:20:8:5          | 780         | 850         | 4       | DDR3    | 16.0             | 2               | 6.8          | 17.0           | 544                              | 34.0                             |
| Radeon R5 M430  | 15/05/2016 | Jet            | GCN 1.0 TSMC 28nm            | 0.69                   | 56                   | 320:20:8:5          | 780         | 1030        | 2       | DDR3    | 18.0             | 2.2             | 8.2          | 20.6           | 659                              | 41.2                             |
| Radeon R5 M435  | 15/05/2016 | Jet            | GCN 1.0 TSMC 28nm            | 0.69                   | 56                   | 320:20:8:5          | 780         | 1030        | 2       | GDDR5   | 36.0             | 4.5             | 8.2          | 20.6           | 659                              | 41.2                             |
| Radeon R5 M445  | 2016       | Meso           | GCN 3.0 TSMC 28nm            | 1.55                   | 125                  | 384:24:8:6          | 920         | 920         | 4       | GDDR5   | 32.0             | 4               | 7.3          | 22.0           | 706                              | 44.1                             |
| Radeon R5 M465  | 2016       | Meso           | GCN 3.0 TSMC 28nm            | 1.55                   | 125                  | 384:24:8:6          | 1000        | 1015        | 4       | DDR3    | 16.0             | 2               | 8.1          | 24.3           | 779                              | 48.7                             |
| Radeon R7 M440  | 15/05/2016 | Meso           | GCN 3.0 TSMC 28nm            | 1.55                   | 125                  | 320:20:8:5          | 891         | 891         | 4       | DDR3    | 14.4             | 1.8             | 7.1          | 17.8           | 570                              | 35.6                             |
| Radeon R7 M445  | 15/05/2016 | Meso           | GCN 3.0 TSMC 28nm            | 1.55                   | 125                  | 320:20:8:5          | 780         | 920         | 4       | GDDR5   | 32.0             | 4               | 7.3          | 18.4           | 588                              | 36.8                             |
| Radeon R7 M460  | 15/05/2016 | Meso           | GCN 3.0 TSMC 28nm            | 1.55                   | 125                  | 384:24:8:6          | 1100        | 1125        | 2       | DDR3    | 14.4             | 1.8             | 9.0          | 27.0           | 864                              | 54.0                             |
| Radeon R7 M465  | 15/05/2016 | Litho          | GCN 1.0 TSMC 28nm            | 0.69                   | 56                   | 384:24:8:6          | 825         | 960         | 2       | GDDR5   | 64.0             | 4               | 7.6          | 23.0           | 737                              | 46.0                             |
| Radeon R7 M465X | 15/05/2016 | Tropo          | GCN 1.0 TSMC 28nm            | 1.50                   | 123                  | 512:32:16:8         | 900         | 925         | 2       | GDDR5   | 72.0             | 4.5             | 14.8         | 29.6           | 947                              | 59.2                             |
| Radeon R9 M470  | 15/05/2016 | Emerald        | GCN 2.0 TSMC 28nm            | 2.08                   | 160                  | 768:48:16:12        | 900         | 1000        | 4       | GDDR5   | 96.0             | 6               | 16.0         | 48.0           | 1536                             | 96.0                             |
| Radeon R9 M470X | 15/05/2016 | Emerald        | GCN 2.0 TSMC 28nm            | 2.08                   | 160                  | 896:56:16:14        | 1000        | 1100        | 4       | GDDR5   | 96.0             | 6               | 17.6         | 61.6           | 1971                             | 123.2                            |
| Radeon R9 M485X | 15/05/2016 | Amethyst       | GCN 3.0 TSMC 28nm            | 5.00                   | 366                  | 2048:128:32:32      | 723         | 723         | 8       | GDDR5   | 160.0            | 5               | 23.1         | 92.5           | 2961                             | 185.1                            |

### Radeon Pro Mac
| Modello        | Rilascio   | Nome in Codice | Architettura e Fabbricazione | Transistors (miliardi) | Dimensione Die (mm²) | Configurazione Core | Clock (Mhz) | Clock (Mhz) | Memoria | Memoria | Memoria          | Memoria         | Fillrate     | Fillrate       | Potenza di Elaborazione (GFLOPS) | Potenza di Elaborazione (GFLOPS) | TDP (Watt) |
| Modello        | Rilascio   | Nome in Codice | Architettura e Fabbricazione | Transistors (miliardi) | Dimensione Die (mm²) | Configurazione Core | Base        | Boost       | GB      | Tipo    | Bandwidth (GB/s) | Velocità (GBPS) | Pixel (GP/s) | Texture (GT/s) | Precisione Singola               | Precisione Doppia                | TDP (Watt) |
| -------------- | ---------- | -------------- | ---------------------------- | ---------------------- | -------------------- | ------------------- | ----------- | ----------- | ------- | ------- | ---------------- | --------------- | ------------ | -------------- | -------------------------------- | -------------------------------- | ---------- |
| Radeon Pro 450 | 30/10/2016 | Baffin         | GCN 4.0 GlobalFoundries 14nm | 3.00                   | 123                  | 640:40:16:10        | 800         | 800         | 2       | GDDR5   | 81.2             | 5.1             | 12.8         | 32.0           | 1024                             | 64.0                             | 35         |
| Radeon Pro 455 | 30/10/2016 | Baffin         | GCN 4.0 GlobalFoundries 14nm | 3.00                   | 123                  | 768:48:16:12        | 855         | 855         | 2       | GDDR5   | 81.2             | 5.1             | 13.6         | 41.0           | 1313                             | 82.0                             | 35         |
| Radeon Pro 460 | 30/10/2016 | Baffin         | GCN 4.0 GlobalFoundries 14nm | 3.00                   | 123                  | 1024:64             | 850         | 907         | 4       | GDDR5   | 81.2             | 5.1             | 14.5         | 58.0           | 1858                             | 116.1                            | 35         |

### Annotazioni
1. 1 2 3  Shading Units:TMUs:ROPs:Compute Units
2. ↑  Rebrand ufficiale della scheda R7 240 OEM / R7 340

### Fonti
1. ↑   videocardz.com,  https://videocardz.com/61721/amd-radeon-rx-400-series-naming-scheme-explained.
2. ↑   techpowerup.com,  https://www.techpowerup.com/gpu-specs/radeon-r5-430-oem.c2893.
3. ↑   techpowerup.com,  https://www.techpowerup.com/gpu-specs/radeon-r5-435-oem.c2894.
4. ↑   techpowerup.com,  https://www.techpowerup.com/gpu-specs/radeon-r7-430-oem.c2892.
5. ↑   techpowerup.com,  https://www.techpowerup.com/gpu-specs/radeon-r7-435-oem.c2891.
6. ↑   techpowerup.com,  https://www.techpowerup.com/gpu-specs/radeon-r7-450-oem.c2890.
7. ↑   techpowerup.com,  https://www.techpowerup.com/gpu-specs/radeon-rx-455-oem.c2889.
8. ↑   techpowerup.com,  https://www.techpowerup.com/gpu-specs/radeon-rx-460.c2849.
9. ↑   techpowerup.com,  https://www.techpowerup.com/gpu-specs/radeon-rx-470.c2861.
10. ↑   web.archive.org,  https://web.archive.org/web/20160702034248mp_/http://www.amd.com/en-gb/products/graphics/radeon-rx-series/radeon-rx-480.
11. ↑   techpowerup.com,  https://www.techpowerup.com/gpu-specs/radeon-rx-480.c2848.
12. ↑   techpowerup.com,  https://www.techpowerup.com/gpu-specs/radeon-r5-m420.c2859.
13. ↑   techpowerup.com,  https://www.techpowerup.com/gpu-specs/radeon-r5-m430.c2945.
14. ↑   techpowerup.com,  https://www.techpowerup.com/gpu-specs/radeon-r5-m435.c2850.
15. ↑   techpowerup.com,  https://www.techpowerup.com/gpu-specs/radeon-r5-m445.c2750.
16. ↑   techpowerup.com,  https://www.techpowerup.com/gpu-specs/radeon-r5-m465.c2749.
17. ↑   techpowerup.com,  https://www.techpowerup.com/gpu-specs/radeon-r7-m440.c2851.
18. ↑   techpowerup.com,  https://www.techpowerup.com/gpu-specs/radeon-r7-m445.c2852.
19. ↑   techpowerup.com,  https://www.techpowerup.com/gpu-specs/radeon-r7-m460.c2853.
20. ↑   techpowerup.com,  https://www.techpowerup.com/gpu-specs/radeon-r7-m465.c2854.
21. ↑   techpowerup.com,  https://www.techpowerup.com/gpu-specs/radeon-r7-m465x.c2855.
22. ↑   techpowerup.com,  https://www.techpowerup.com/gpu-specs/radeon-r9-m470.c2856.
23. ↑   techpowerup.com,  https://www.techpowerup.com/gpu-specs/radeon-r9-m470x.c2857.
24. ↑   techpowerup.com,  https://www.techpowerup.com/gpu-specs/radeon-r9-m485x.c2858.
25. ↑   techpowerup.com,  https://www.techpowerup.com/gpu-specs/radeon-pro-450.c2899.
26. ↑   techpowerup.com,  https://www.techpowerup.com/gpu-specs/radeon-pro-455.c2898.
27. ↑   techpowerup.com,  https://www.techpowerup.com/gpu-specs/radeon-pro-460.c2897.